# 腓立比书第2章
腓立比书2章是《新约圣经·腓立比书》中的第二章（共有4章）。

## 分段
在陈终道的《新约书信读经讲义》中，将腓立比书2章分为两段。第一段是1-18节，说到劝勉信徒同心合意，其中又包括在爱的交通中同心（1-4）、以基督的心为心（5-11）、应当更加长进（12-18）；第二段是19-30节，说到打发及介绍同工，包括提摩太（19-24）和以巴弗提（25-30）。
启导本圣经为腓立比书2章所列的标题是“以基督为榜样”，中间未再分段。
圣经恢复本中为腓立比书2章所列的标题是“以基督为榜样、为表明”，其中又分为5个小段：
1. 魂里联结，思念同一（1-4）
2. 以基督为榜样（5-11）
3. 作成救恩以表明基督（12-16）
4. 信心祭物上的奠祭（17-18）
5. 使徒对信徒的关切（19-30）

## 魂里联结
腓立比书2章1-4节是一个特别长的句字。
在腓立比书2章1-2节，保罗在被囚之中，以柔和的语气，恳求腓立比教会的信徒回应他在上一章里的交通，用他们在基督里的经历，给他鼓励和“爱的安慰”，来扶持他；并且要“思念相同的事”，甚至“思念同一件事”，就可以使他的“喜乐满足”。。
关于所思念的同一件事到底是什么，李常受在《腓立比书生命读经》中分析说，这必定是指对基督主观的认识和经历。

## 作成救恩
在腓立比书2章12节，保罗使用了独特的术语“作成你们自己的救恩”（完成你们自己的救恩）。这似乎与他自己在以弗所书二章所说相冲突，不过，李常受在《腓立比书生命读经》中解释说，这里并非强调基督徒靠着恩典，藉着信而接受救恩的事实，而是强调救恩的程度和标准，强调在接受救恩之后，仍需要继续不断的顺从，来完成已接受的救恩。

## 同魂
在圣经恢复本中，腓立比书2章20节译为：“因我没有人与我同魂，真正关心你们的事，”。意思是说，保罗虽然有许多同工，但只有提摩太是与他同魂的。
圣经中只有此处有“同魂”的用法。在钦定英文译本中，这里翻作『同心思』，意义大致相同。而英译新美国标准译本翻作“类似的灵”，意义已经有很大的分别。

## 不顾魂
保罗称以巴弗提是“我的弟兄、同工、并一同当兵的”，并告诉腓立比信徒，以巴弗提是他们的使徒，受差遣而对腓立比信徒负有使命，嘱咐腓立比信徒要“在主里”欢欢喜喜的接待他，并且要尊重他。
在腓立比书2章30节，保罗指出，以巴弗提的特点是，为基督的工作，“冒着性命的危险，几乎至死，要补足你们在供奉我的事上所有的短缺。”此处的“性命”，在希腊文原文中是魂（psuche）。所以，冒着性命的危险，意思就是不顾魂，牺牲魂。以巴弗提为着基督的工作，甘愿牺牲他的魂。在约翰福音10章11节，耶稣也说到牺牲魂。